# Maluku
Maluku là một tỉnh của Indonesia bao gồm nhóm đảo phía Nam của quần đảo Maluku. Trước đây, Maluku bao gồm toàn bộ quần đảo. Nhưng từ năm 1999, nhóm đảo phía Bắc tách thành tỉnh riêng Maluku Utara.
Tỉnh lỵ và thành phố lớn nhất của Maluku là Ambon trên đảo Ambon. Ngoài ra, Maluku còn có 7 huyện nữa.